# Valter Roman
Valter Roman, a veces denominado Walter Roman, nacido Ernő Neuländer (Oradea, Austria-Hungría, 7 de octubre de 1913 – Bucarest, 11 de noviembre de 1983) fue un político comunista rumano, de origen judío, veterano de las brigadas internacionales de la Guerra civil española. Fue padre del ex primer ministro rumano Petre Roman.

## Biografía
Llamado Ernő (Ernest) Neuländer, nació en el seno de una familia judía de origen jasídico asentada en Oradea. Su padre era empleado de banca. Estudió Ingeniería en la Universidad Técnica Alemana de Brno.

## Trayectoria
Al parecer, contactó con un grupúsculo comunista en 1931 a través de Nicolae Goldberger, quien lo ayudó a ir a la URSS, transitando por Checoslovaquia.
En 1936 se alistó en las Brigadas Internacionales en auxilio de las fuerzas republicanas en España bajo el nombre de Walter Roman. Los años pasados en España fueron evocados en el volumen autobiográfico Sub cerul Spaniei. Cavalerii speranței (Bajo el cielo de España. Caballeros de la Esperanza). En Guerra civil española ocupó el grado de mayor y fue comandante de un batallón de artillería en la 11ª Brigada "Venceremos". 
En España, Walter Roman se casó con Hortensia Vallejo, una comunista española. Durante la guerra resultó herido en los pulmones. Después de la derrota de la República española en 1939, Valter Roman se refugió en Francia y luego regresó a la URSS. Allí, durante un tiempo, dirigió el departamento de retransmisiones en rumano de Radio Moscú, donde tenía como subordinados a Ana Pauker, Leonte Răutu y Iosif Chișinevschi. Mientras Ana Pauker regresaba a Rumanía vestida con el uniforme soviético, Valter Roman regresaba en un tanque soviético, como teniente coronel de la División "Horia, Cloșca y Crișan", formada por prisioneros de guerra rumanos en la URSS, que eligieron pasarse al lado del enemigo (delito de alta traición en tiempos de guerra) bajo el mando del general Mihail Lascăr. Fue condecorado en 1945 en la Unión Soviética con la Orden de la Estrella Roja. Ese mismo año, bajo la ocupación soviética y bajo el nuevo régimen dominado por los comunistas, ocupó el rango de mayor general en el ejército rumano.
En 1946, Valter Roman fue nombrado jefe de la Dirección de Educación, Cultura y Propaganda del Ejército, y entre 1947-1951 ocupó el cargo de jefe de la Dirección Política Superior del Ejército. En 1951 se convirtió en miembro del Comité Central del PCR y Ministro de Correos y Telecomunicaciones (hasta enero de 1953, cuando cayó en desgracia junto al "grupo Luca-Pauker-Georgescu"). Desde 1954 hasta su muerte fue director de la Editorial Politice.
Para T. M. Islamov, Valter Roman "habría abogado ante los miembros de la Comisión Litvinov a favor del establecimiento del estado independiente de Transilvania, respaldado por las grandes potencias de la Unión Soviética, los Estados Unidos de América y Gran Bretaña". El hijo de Valter, Petre Roman, cuestiona lo que dijo el historiador soviético, diciendo que su padre habría apoyado que Transilvania permaneciera como provincia de Rumania.
Según documentos recientes, Valter Roman estuvo involucrado en el complot del KGB y el PMR para derribar al gobierno de Imre Nagy tras la Revolución Húngara de 1956.

## Obras
- URSS în război. Direcțiunea efortului principal, 1946
- Despre teoria războiului, 1948
- Despre războiul contemporan, 1948
- Probleme militare contemporane, 1949
- Izvorul razelor de soare, ediția a doua, 1954
- Despre fizica modernă și perspectivele utilizării energiei atomice, 1954
- Știința și socialismul, 1958
- Știința și tehnica în epoca trecerii societății de la capitalism la comunism, 1962
- Revoluția industrială în dezvoltarea societății, 1965
- Revoluția științifică și tehnică și implicațiile ei asupra desvoltării social-politice contemporane, 1968
- Eseuri despre revoluția științifică și tehnică: concepte, ipoteze, controverse, tendințe și opțiuni, 1970
- Secolul XX: Secolul Marilor Revoluții, în care elogiază revoluția comunistă din URSS, 1970
- File din trecut, evocări, 1971
- Sub cerul Spaniei. Cavalerii speranței, Amintiri, memorii de front, 1972
- Știința și marxismul: eseuri, 1972
- Secolul XX, secolul marilor revoluții. Sinteze și perspective, 1976
- Echilibru și dezechilibru, 1978
- Evocări, 1980
- Fenomenul militar în istoria societății, 1980
- Limite sau cotitură, 1981
- Revoluții și globalitate, 1983
- Noile tehnologii de vîrf și societatea, 1983

## Condecoraciones
- Héroe del Trabajo Socialista
- Medalla de oro "Hoz y Martillo"